# Famille nucléaire absolue
 (décembre 2018).
La « famille nucléaire absolue » caractérise un système familial dans lequel les relations entre parents et enfants sont de type libéral et les relations entre frères de type non égalitaire. Elle est foncièrement libérale. Elle n'est par principe ni vraiment égalitaire ni franchement inégalitaire, bien que les enfants bénéficient en général d’un traitement égalitaire. On retrouve donc principalement l'adhésion forte à des valeurs de liberté et le constat d'une certaine forme d'indifférence à la notion d’égalité.

## Valeurs portées
Ce système familial a été défini par Emmanuel Todd dans ses travaux portant sur les systèmes familiaux et leur influence sur les idéologies et les systèmes politiques ou économiques dans le monde.

### Valeurs religieuses
À l'image de l’anglicanisme, la « famille nucléaire absolue » rejette la hiérarchie cléricale, comme dans tout système réformé. Si les hommes restent inégaux devant le salut, l’autorité divine est amoindrie pour laisser davantage de liberté et de libre-arbitre.

### Valeurs politiques
La « famille nucléaire absolue » favorise l’isolationnisme, pour ne pas être entachée des impuretés des autres peuples, ou le messianisme, pour imposer son modèle à travers le monde.

### Valeurs économiques
Depuis les années 1980, les pays anglo-saxons ont engagé une déréglementation bancaire et financière limitant les prérogatives de l’État, tout en affaiblissant les systèmes de protection sociale et d’éducation. Cela conduit à un État régalien (libéralisme) ou au social-libéralisme.

## Implantation
Selon Emmanuel Todd, la famille nucléaire absolue a un poids d'un peu moins de 10 % de la population mondiale et un peu plus de 10 % de la population en Europe (selon des chiffres de 1983).
Ce type de système familial est fortement présent au Danemark, aux Pays-Bas, dans le sud de la Norvège, dans le nord-ouest de la France (le nord des Pays de la Loire et l'est de la Bretagne), en Grande-Bretagne (Angleterre) et dans le reste du monde anglo-saxon (États-Unis, Canada, Australie etc.)